# Shane Chapman
Shane Chapman, detto Chopper (4 luglio 1978), è un kickboxer e pugile neozelandese.

## Biografia
Dopo aver vinto il K-1 Oceania MAX 2001, nell'edizione del 2002 perde in semifinale contro John Wayne Parr. Il 5 novembre 2004 riscatta il titolo di K1 Oceania Max Champion, vincendo l'edizione di quell'anno.